# Cyriadès
Cyriadès, aussi nommé Mariadès par les écrivains plus récents et l'historien byzantin Jean Malalas, est compté comme le premier des Trente Tyrans, d'après l'Histoire Auguste, il faut situer son usurpation sous le règne de l'empereur Valérien et de son fils Gallien.
En 259-260 dans l'anarchie qui suit la défaite et la capture de Valérien par les Perses du roi Shapur Ier, Cyriadès qui avait été chassé d'Antioche pour un problème financier, aurait collaboré avec les Perses et prit la pourpre impériale, puis, peu de temps après, les Perses, évacuant la région, l'exécutèrent.
Dans la réalité il ne fut sûrement jamais nommé empereur par Shapur Ier, et ne fut qu'un traître pour le compte des Perses.

## Source
- Histoire Auguste, traduction de André Chastagnol, éditions Robert Laffont, 1994,  (ISBN 2-221-05734-1)